# Sivasella
Sivasella es un género de foraminífero bentónico de la subfamilia Orbitoidinae, de la familia Orbitoididae, de la superfamilia Orbitoidoidea, del suborden Rotaliina y del orden Rotaliida. Su especie tipo es Sivasella monolateralis. Su rango cronoestratigráfico abarca el Maastrichtiense (Cretácico superior).

## Clasificación
Sivasella incluye a las siguientes especies:
- Sivasella goekceni †
- Sivasella monolateralis †